# Conus gabelishi
Conus gabelishi é uma espécie de gastrópode do gênero Conus, pertencente à família Conidae.